# Barou-en-Auge
Barou-en-Auge és un municipi francès situat al departament de Calvados i a la regió de Normandia. L'any 2007 tenia 87 habitants.

## Demografia

### Població
El 2007 la població de fet de Barou-en-Auge era de 87 persones. Hi havia 31 famílies de les quals 4 eren unipersonals (4 dones vivint soles i 4 dones vivint soles), 15 parelles sense fills i 12 parelles amb fills.
La població ha evolucionat segons el següent gràfic:
Habitants censats

### Habitatges
El 2007 hi havia 45 habitatges, 34 eren l'habitatge principal de la família, 7 eren segones residències i 4 estaven desocupats. Tots els 43 habitatges eren cases. Dels 34 habitatges principals, 28 estaven ocupats pels seus propietaris, 4 estaven llogats i ocupats pels llogaters i 2 estaven cedits a títol gratuït; 1 tenia dues cambres, 5 en tenien tres, 10 en tenien quatre i 18 en tenien cinc o més. 27 habitatges disposaven pel capbaix d'una plaça de pàrquing. A 9 habitatges hi havia un automòbil i a 22 n'hi havia dos o més.

### Piràmide de població
La piràmide de població per edats i sexe el 2009 era:
| Homes | Edats   | Dones |
| ----- | ------- | ----- |
| 0     | 95 o +  | 0     |
| 0     | 90 a 94 | 0     |
| 0     | 85 a 89 | 0     |
| 0     | 80 a 84 | 0     |
| 0     | 75 a 79 | 0     |
| 0     | 70 a 74 | 0     |
| 8     | 65 a 69 | 0     |
| 0     | 60 a 64 | 12    |
| 0     | 55 a 59 | 8     |
| 0     | 50 a 54 | 0     |
| 4     | 45 a 49 | 0     |
| 4     | 40 a 44 | 0     |
| 0     | 35 a 39 | 4     |
| 0     | 30 a 34 | 0     |
| 4     | 25 a 29 | 0     |
| 4     | 20 a 24 | 0     |
| 0     | 15 a 19 | 0     |
| 0     | 10 a 14 | 4     |
| 0     | 5 a 9   | 4     |
| 0     | 0 a 4   | 0     |

## Economia
El 2007 la població en edat de treballar era de 51 persones, 30 eren actives i 21 eren inactives. De les 30 persones actives 28 estaven ocupades (15 homes i 13 dones) i 2 estaven aturades (1 home i 1 dona). De les 21 persones inactives 8 estaven jubilades, 7 estaven estudiant i 6 estaven classificades com a «altres inactius».
Activitats econòmiques
L'únic establiment que hi havia el 2007 era d'una empresa de serveis.
L'any 2000 a Barou-en-Auge hi havia 7 explotacions agrícoles.

## Poblacions més properes
El següent diagrama mostra les poblacions més properes.